# Jalšové
Jalšové este o comună slovacă, aflată în districtul Hlohovec din regiunea Trnava, pe malul râului Váh. Localitatea se află la altitudinea de 180 m deasupra n.m., se întinde pe o suprafață de 9,331 km2 și în 2017 număra 493 de locuitori.

## Istoric
Localitatea Jalšové este atestată documentar din 1352.

## Demografie
| An:                | 1994 | 2004   | 2014   | 2024  |
| ------------------ | ---- | ------ | ------ | ----- |
| Număr de persoane: | 470  | 469    | 500    | 473   |
| Diferență:         |      | −0,21% | +6,60% | −5,4% |

| An:                | 2023 | 2024   |
| ------------------ | ---- | ------ |
| Număr de persoane: | 479  | 473    |
| Diferență:         |      | −1,25% |